# Astropecten tamilicus
Astropecten tamilicus är en sjöstjärneart som beskrevs av Doderlein 1888. Astropecten tamilicus ingår i släktet Astropecten och familjen kamsjöstjärnor. Inga underarter finns listade i Catalogue of Life.